# Manhattan Night
Manhattan Night ou Manhattan Nocturne é um filme de suspense policial estadunidense de 2016 escrito e dirigido por Brian DeCubellis. É baseado no romance Manhattan Nocturne de 1996, de Colin Harrison. O filme é estrelado por Adrien Brody, Yvonne Strahovski, Jennifer Beals, Campbell Scott, Linda Lavin e Steven Berkoff. O filme foi lançado, a 20 de maio de 2016, pela Lionsgate Premiere.

## Sinopse
A história é narrada em primeira pessoa por Porter Wren, colunista e repórter de crime de um jornal da cidade de Nova York com reputação de bom ouvinte. Uma noite, ele participa de uma festa pós-trabalho organizada pelo magnata da publicação Hobbs, que acaba de comprar o jornal. Ele é abordado pela socialite Caroline Crowley, que Porter reconhece nas manchetes sobre a morte de seu marido, Simon. Simon era um produtor de filmes de sucesso obcecado em capturar vida autêntica, muitas vezes desaparecendo à noite para filmar coisas aleatórias. Seu corpo foi descoberto nos escombros de um prédio demolido. Ninguém conseguiu descobrir como o corpo chegou lá, pois o local foi cercado e trancado.
Caroline convida Porter para seu apartamento, onde ela mostra relatórios policiais confidenciais relacionados à morte ainda não resolvida de Simon. Ela pede a Porter para investigar e, durante uma série de reuniões, o seduz gradualmente. Porter, cujo relacionamento com sua esposa Lisa e os filhos se tornou obsoleto, logo cede.
Examinando os pertences de Simon, Porter forma uma imagem dele como um homem excêntrico e controlador. Ele filmou sua própria vida quase obsessivamente, às vezes com câmeras ocultas, e sujeitou Caroline a brincadeiras cruéis e jogos mentais para capturar reações autênticas. Ela tem um cofre cheio de milhares de cartões de memória contendo imagens desses incidentes. Nada disso, no entanto, dá a Porter qualquer insight sobre sua morte.
Hobbs descobre o caso de Porter com Caroline e o obriga a uma investigação em nome de Hobbs, fazendo ameaças contra a família de Porter. Hobbs está procurando um cartão de memória específico que ele acredita que Caroline esteja usando para chantageá-lo. Quando Porter a questiona, Caroline admite que também está procurando o cartão de memória. Simon, depois de espancá-la em um jogo de bebida, desafiou-a a fazer sexo com um estranho e a gravar o encontro com uma câmera escondida. Ela cruzou o caminho aleatoriamente com Hobbs e decidiu dormir com ele. Quando Simon assistiu ao vídeo, algo sobre o enfureceu e ele escondeu o cartão de memória; após sua morte, Hobbs começou a ameaçá-la. Porter, forçando Caroline a admitir que só o seduziu para pedir sua ajuda, sai com nojo. Fora de sua casa, ele é abordado por bandidos trabalhando para Hobbs, que o espancou e prometeu piorar até encontrar o vídeo.
Porter vai ver o pai de Simon, que está em uma casa de repouso, mas ele não responde. Porter descobre uma câmera de vídeo em uma mesa ao lado, mas o cartão de memória contém apenas cenas de Simon visitando seu pai. Enquanto isso, os homens de Hobbs entram na casa de Porter e acidentalmente atiram e ferem seu filho, fazendo com que Lisa, perturbada, pegue as crianças e caminhe por Porter. Depois de atacar o advogado de Hobbs em vingança, Porter assiste novamente ao vídeo da casa de repouso e percebe que o pai de Simon tinha visitas regulares de uma senhora chamada Sra. Sagal. Ele invade a casa dela e encontra outro cartão de memória, mas é pego. Depois de se explicar, ele descobre que ela é amiga da família de Simon, que se tornou uma mãe substituta de Simon depois que sua mãe faleceu quando ele era criança. Querendo retribuir sua bondade, ele arranjou um subsídio mensal para ela quando ficou rico. A sra. Segal sentiu-se obrigada a ganhar o dinheiro e tornou-se uma espécie de zeladora do pai de Simon. Porter percebe que o cartão de memória que ele encontrou, que Simon mandou a Sra. Sagal, sem saber, enviou cópias para Hobbs, é o que todos querem. Observando, ele vê que Hobbs e Caroline tiveram uma conversa longa e intensamente pessoal antes de fazerem sexo.
Porter devolve o vídeo a Hobbs, encerrando a ameaça contra ele e sua família. Em uma demonstração de boa fé, Hobbs dá a ele uma chave que seus homens encontraram ao procurar o vídeo no apartamento de Caroline. Porter descobre que a chave é a fechadura do porão do prédio onde Simon foi encontrado. Ele vai lá e descobre outra câmera escondida. O cartão de memória deste revela que Simon levou Caroline ao prédio na noite em que ele morreu. Depois de assistir a fita de sexo, ele exige conhecer um segredo sombrio sobre o padrasto que ela revelou a Hobbs. Porter observa como o violento interrogatório de Simon sobre Caroline leva à sua morte.
Na manhã seguinte, Porter encontra Caroline e revela a gravação. Ele lhe dá uma cópia, com o original como seguro contra ela entrar em contato com sua família (algo que ela já havia feito para seu próprio prazer). Ela, por sua vez, revela o segredo que contou a Hobbs, mas escondeu de Simon. Porter a deseja bem e vai embora.
Na narração, Porter expressa culpa por tudo o que aconteceu, incluindo seu divórcio, enquanto admite que a experiência o corrompeu e revelou um sombrio interior que sempre estava lá. Na cena final, Porter dirige pela casa de uma Caroline agora casada novamente e eles se olham pela última vez.

## Elenco
- Adrien Brody como Porter Wren
- Yvonne Strahovski como Caroline Crowley
- Jennifer Beals como Lisa Wren
- Campbell Scott como Simon Crowley
- Linda Lavin como Norma
- Steven Berkoff como Hobbs
- Kevin Breznahan como Ron
- Thomas Bair como Tommy

## Produção
Em 29 de janeiro de 2014, Adrien Brody e Yvonne Strahovski se juntaram ao elenco do filme.

## Lançamento
O filme foi lançado em 20 de maio de 2016 pela Lionsgate Premiere.

## Resposta crítica
No agregador de críticas Rotten Tomatoes, Manhattan Night tem um índice de aprovação de 36%, com base em 22 avaliações, com uma classificação média de 4,88/10. Em Metacritic, o filme tem uma pontuação de 44 em 100, com base em 14 críticos, indicando "críticas mistas ou médias".